# Động vật ăn đáy

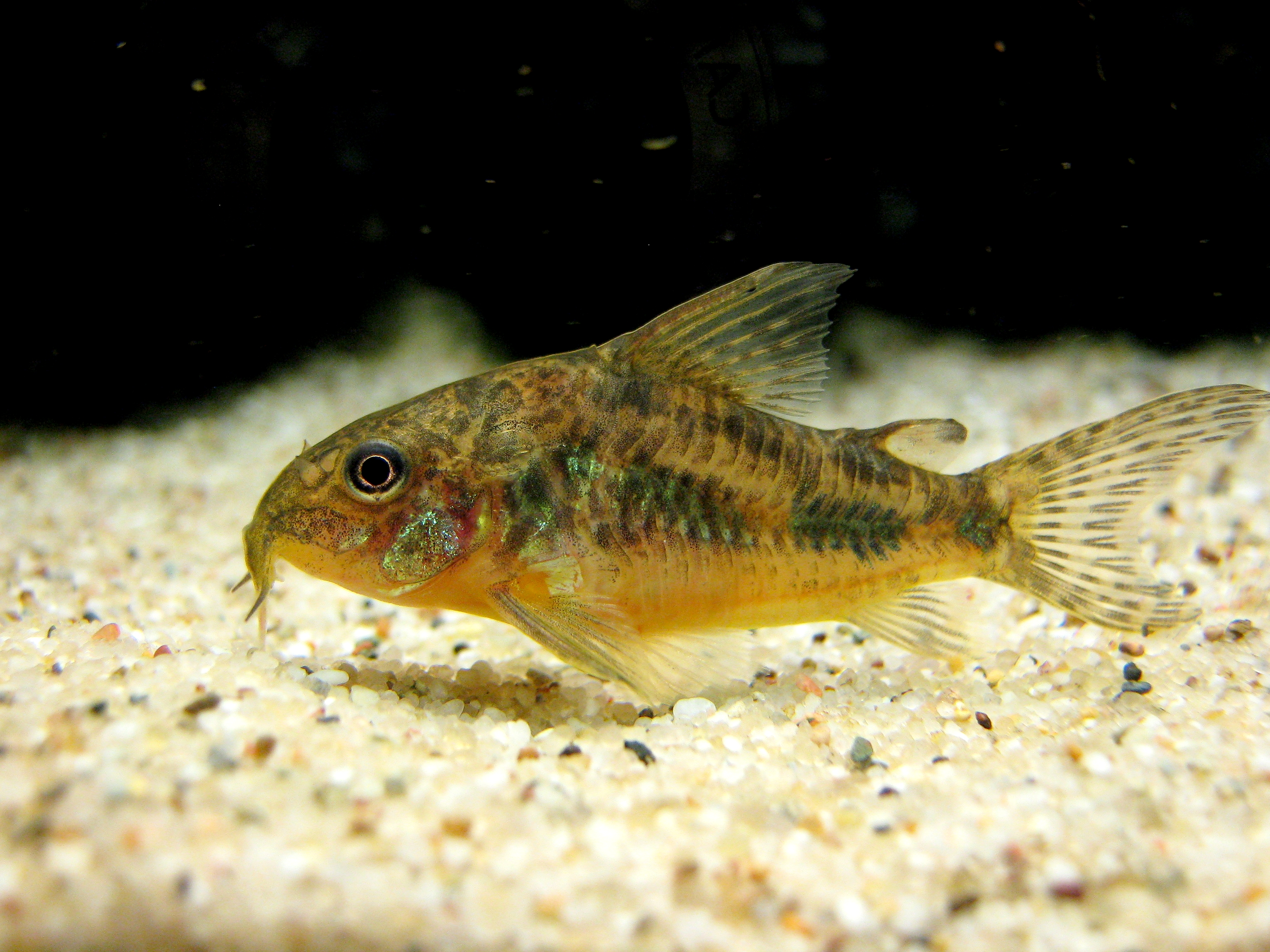
Cá chuột (Corydoras) là một loài cá ăn đáy

Động vật ăn đáy (tên thường gọi trong tiếng Anh là: Bottom feeder) là một loài động vật thủy sinh có tập tính ăn ở vùng đáy của vùng nước. Vùng nước đáy có thể là đáy biển, đáy hồ, đáy sông, đáy ao hoặc một đáy hồ cá hay đáy bể. Cá ăn đáy là một thuật ngữ chung được sử dụng đặc biệt là trong bối cảnh bể cá cảnh. 

## Các loài
Các nhà sinh học thường sử dụng các sinh vật đáy đặc biệt cho các động vật không xương sống như sò, cua, tôm, hải quỳ, sao biển, ốc, sâu lông và hải sâm. Tuy nhiên các sinh vật đáy hạn bao gồm tất cả các sinh vật thủy sinh sống trên hoặc gần cuối, có nghĩa là nó cũng bao gồm phi vật, chẳng hạn như rong và tảo.
Các nhà sinh học cũng sử dụng thuật ngữ cụ thể dẫn chiếu đến các loài cá ăn đáy, chẳng hạn như cá tầng đáy, cá đáy, những ví dụ về các loài cá ăn đáy nhóm các loài cá bơn (cá bơn, cá lưỡi trâu, cá chim), cá chình, cá tuyết, cá tuyết chấm đen, cá vược, cá mú, cá chép, cá tráp (cá hồng) và một số loài cá da trơn và cá mập.

## Đặc điểm
Xu hướng sinh học của các loài ăn đáy không nhất thiết phải là loài ăn mùn bã detritivores, mặc dù có rất nhiều loài ăn thực phẩm này. Một số ăn cỏ, rong, tảo mọc bám phía dưới, ăn thực phẩm thực vật. Một số loài ăn thịt những con cá khác sống ở đáy. Nhiều kẻ ăn dưới đáy có khả năng vùi mình. Một loạt các vật không xương sống có thể chôn mình, chẳng hạn như dưa chuột biển, và ốc sên. Nhiều động vật xương sống ăn đáy cũng có thể chôn mình, chẳng hạn như cá bơn hay cá đuối gai độc. Trong hồ cá, cá ăn đáy được nuôi khá là phổ biến vì nó được cho rằng sẽ làm sạch các loại tảo mọc trong bể.